# Meiliana Jauhari
Meiliana Jauhari (* 7. Mai 1984 in Jakarta) ist eine indonesische Badmintonspielerin.

## Karriere
Meiliana Jauhari gewann 2007 bei den Bahrain International sowohl das Damendoppel mit Shendy Puspa Irawati als auch das Mixed mit David Pohan. Ein Jahr später war sie auch doppelt bei den Spanish International erfolgreich. Im gleichen Jahr siegte sie auch beim Volant d’Or de Toulouse und den Polish Open. Bei den Südostasienspielen 2009 gewann sie Bronze im Doppel mit Shendy Puspa Irawati. Bei den Olympischen Spielen 2012 wurde sie gemeinsam mit ihrer Partnerin Greysia Polii vom Weltverband wegen Spielmanipulation von den Spielen disqualifiziert. Im letzten Gruppenspiel zeigten die beiden sichtbar nicht den Willen, das Spiel gewinnen zu wollen, da sie bei einer Niederlage in der anschließenden K.O.-Runde auf vermeintlich schwächere Gegner getroffen wären.

## Erfolge
| Saison | Veranstaltung           | Disziplin   | Platz | Name                                    |
| ------ | ----------------------- | ----------- | ----- | --------------------------------------- |
| 2005   | Malaysia International  | Damendoppel | 1     | Purwati / Meiliana Jauhari              |
| 2007   | Bahrain International   | Mixed       | 1     | David Pohan / Meiliana Jauhari          |
| 2007   | Bahrain International   | Damendoppel | 1     | Shendy Puspa Irawati / Meiliana Jauhari |
| 2007   | New Zealand Open        | Damendoppel | 2     | Meiliana Jauhari / Shendy Puspa Irawati |
| 2008   | Spanish International   | Mixed       | 1     | Rendra Wijaya / Meiliana Jauhari        |
| 2008   | Spanish International   | Damendoppel | 1     | Shendy Puspa Irawati / Meiliana Jauhari |
| 2008   | Polish Open             | Damendoppel | 1     | Shendy Puspa Irawati / Meiliana Jauhari |
| 2008   | Volant d’Or de Toulouse | Damendoppel | 1     | Shendy Puspa Irawati / Meiliana Jauhari |
| 2009   | Südostasienspiele       | Damendoppel | 3     | Meiliana Jauhari / Shendy Puspa Irawati |